# Megachile schmiedeknechti
Megachile schmiedeknechti là một loài Hymenoptera trong họ Megachilidae. Loài này được Costa mô tả khoa học năm 1884.